# Enis Destan
Enis Destan (Esmirna, 15 de junio de 2002) es un futbolista turco que juega como delantero en el Hull City A. F. C. de la EFL Championship.

## Carrera

### Altınordu
Destan pasó por las categorías inferiores de Altınordu FK, donde también comenzó su carrera profesional. Hizo su debut profesional en el último partido de la temporada 2019-20 de la TFF 1. Lig cuando entró como suplente en el empate 1-1 contra Menemenspor. En la temporada siguiente, marcó 12 goles en 26 partidos de liga y ayudó a su equipo a llegar a la final de los play-offs para ascender a la Süper Lig, dondeAltınordu perdió 1-0 contra los rivales locales Altay .

### Trabzonspor
El 24 de enero de 2022, firmó un contrato de cuatro años y medio con el Trabzonspor de la Süper Lig.

#### Préstamo a Warta
Después de jugar solo un partido para Trabzonspor desde que se unió, en la Copa de Turquía, el 5 de agosto de 2022, Destan se unió al club polaco de la Ekstraklasa Warta Poznań en un período de préstamo de un año.

## Selección nacional
Destan fue convocado a la selección sub-21 de Turquía por primera vez para partidos amistosos contra Croacia y Serbia, debutando en una derrota por 4-1 ante Croacia sustituyendo a Ali Akman en la segunda mitad. Antes del segundo partido, fue convocado a la selección absoluta para el partido de clasificación para la Copa Mundial de la FIFA 2022 contra Letonia, donde fue un suplente no utilizado.